# Vaulry
Vaulry település Franciaországban, Haute-Vienne megyében. Lakosainak száma 397 fő (2022. január 1.). Vaulry Berneuil, Chamboret, Blond, Breuilaufa és Cieux községekkel határos.

## Népesség
A település népessége az elmúlt években az alábbi módon változott:
| Lakosok száma | 403  | 406  | 413  | 409  | 412  | 413  | 408  | 402  | 397  |
|               | 2013 | 2015 | 2016 | 2017 | 2018 | 2019 | 2020 | 2021 | 2022 |